# Colorado-klass
Colorado-klassen var en grupp av fyra slagskepp som byggdes för USA:s flotta efter första världskriget. Men bara tre av fartygen blev färdigställda: Colorado, Maryland och West Virginia. Det fjärde, Washington, var över 75 % färdigställt när bygget avbröts enligt villkoren i Washington Naval Treaty 1922. Således var Colorado-klassens fartyg de mest kraftfulla slagskepp som USA:s flotta hade innan North Carolina-klassen inträde i tjänst i början av andra världskriget.
Colorado var den sista gruppen av slagskepp av standardtyp, utformad för att ha liknande hastighet och hantering för att förenkla manövrar i slaglinjen. (South Dakota-klassen som följde avvek på flera sätt från denna praxis.) Bortsett från en ökad slagkraft genom uppgradering till åtta 16-tums kanoner, var fartygen i huvudsak repetitioner av den tidigare Tennessee-klassen. Colorado var också de sista amerikanska örlogsfartyget byggda med fyra torn tvillingmonterade vapen. Förändringen till större kanoner föranleddes av de japanska Nagato-klassens slagskepp, som också hade åtta 16-tums kanoner.
Alla tre fartygen hade omfattande uppdrag under andra världskriget. Maryland och West Virginia var båda närvarande under attacken mot Pearl Harbor den 7 december 1941. Maryland flydde relativt oskadad; West Virginia sjönk i hamnens grunda vatten men bärgades därefter och reparerades. Alla tre fartygen fungerade som artilleriunderstöd vid amfibieoperationer. Maryland och West Virginia var närvarande vid den sista större ytstriden mellan slagskepp, slaget vid Leytebukten i oktober 1944. De tre fartygen, som placerades i reservflottan efter krigets slut, skrotades i slutet av 1950-talet.

## Fartyg i klassen
| Fartygsnamn   | Nummer | Varv                                                      | Kölsträckt    | Sjösatt          | I tjänst        | Avrustad       | Öde                                                                      |
| ------------- | ------ | --------------------------------------------------------- | ------------- | ---------------- | --------------- | -------------- | ------------------------------------------------------------------------ |
| Colorado      | BB-45  | New York Shipbuilding Corporation, Camden, New Jersey     | 29 maj 1919   | 22 mars 1921     | 30 augusti 1923 | 7 januari 1947 | Struken 1 mars 1959; Såld som skrot, 23 juli 1959                        |
| Maryland      | BB-46  | Newport News Shipbuilding Company, Newport News, Virginia | 24 april 1917 | 20 mars 1920     | 21 juli 1921    | 3 april 1947   | Struken 1 mars 1959; Såld som skrot, 8 juli 1959                         |
| Washington    | BB-47  | New York Shipbuilding Corporation, Camden, New Jersey     | 30 juni 1919  | 1 september 1921 | Ej aktuell      | Ej aktuell     | Avbeställd efter Washington Naval Treaty; Sänkt som mål 25 november 1924 |
| West Virginia | BB-48  | Newport News Shipbuilding Company, Newport News, Virginia | 12 april 1920 | 17 november 1921 | 1 December 1923 | 9 januari 1947 | Struken 1 mars 1959; Såld som skrot, 24 augusti 1959                     |

### USSColorado(BB-45)
USS Colorado kölsträckes den 29 maj 1919 på New York Shipbuilding Corporations varv i Camden i New Jersey. Fartyget sjösattes den 22 mars 1921 och togs i tjänst den 30 augusti 1923. Colorado undkom attacken på Pearl Harbor då hon genomgick underhåll vid Puget Sound Navy Yard från juni 1941 till mars 1942. Hon avseglade från Pearl Harbor den 21 oktober 1943 mot Tarawa för att inleda bombardemanget inför de kommande landstigningarna och stannade sedan kvar för att ge eldunderstöd till trupperna efter landstigningen, hon återvände till hamn den 7 december 1943. Redan den 22 januari avseglade hon igen, denna gång för att understödja landstigningarna på atollerna i Marshallöarna. Efter en underhållsperiod i Puget Sound Navy Yard kom hon att ge eldunderstöd till landstigningarna på Saipan, Guam och Tinian, senare även landstigningarna på Filippinerna och Okinawa.

### USSWashington(BB-47)
USS Washington kölsträckes den 30 juni 1919 på New York Shipbuilding Corporations varv i Camden, New Jersey. Fartyget sjösattes den 1 september 1921 men den 8 februari 1922 bara två dagar efter undertecknandet av Femstatsfördraget om flottbegränsningar avbröts byggnadsarbetet på det då till 75 procent färdiga fartyget. Det ofärdiga skrovet bogserades ut till sjöss och sänktes som skjutmål den 25 november 1924.

### USSWest Virginia(BB-48)
USS West Virginia sänktes 7 december vid det japanska anfallet på Pearl Harbor, men tack vare att besättningen kompenserade inkommande vatten med att fylla upp motsvarande delar av fartyget, hamnade West Virgina upprätt på botten, och kunde lyftas till ytan 17 maj 1942. Fartyget reparerades tillräckligt för att kunna förklyttas till Puget Sound för renovering och modernisering.